# هانا هاويل
هانا هاويل (بالإنجليزية: Hannah Howell)‏ (1950)؛ روائية أمريكية.